# Reserva La Norma
La Reserva provincial La Norma es un área protegida que abarca una superficie de 6170 ha. situada a unos 35 km de la localidad  de Alejandra en el departamento San Javier, hacia el centro-este de la provincia de Santa Fe, Argentina, en torno aproximadamente a la posición 30°00′S 60°01′O / -30.000, -60.017. 

## Características generales
La Norma es una reserva provincial de usos múltiples que integra un área protegida de algo menos de 12 000 ha. en conjunto con las vecinas reservas provinciales El Estero, Don Guillermo y Loma del Cristal, en torno a la laguna El Cristal.
El área protegida fue creada mediante la Resolución Ministerial 97/92 del año 1992, con el objetivo específico de preservar el bosque nativo en el área de transición entre la ecorregión espinal y la región llamada cuña boscosa de la provincia de Santa Fe.

## Flora y fauna
La reserva se caracteriza por la presencia de las especies típicas de espinal, entre ellas el quebracho blanco (Aspidosperma quebracho-blanco), el guaraniná (Bumelia obtusifolia), el ñandubay (Prosopis affinis), el tala (Celtis spinosa) y los algarrobos (Prosopis). En las áreas bajas, con frecuencia anegadas, estas especies ceden el espacio a la vegetación palustre.
La reserva se destaca por su riqueza ornitológica, ya que por su ubicación inmediata a la laguna alberga importantes poblaciones de aves acuáticas, además de especies propias de espinal. Especialmente en temporadas de sequía, constituye el refugio de muchas especies que requieren de un hábitat acuático. Entre las aves más significativas se registraron numerosos ejemplares de flamencos australes (Phoenicopterus chilensis), yabirúes (Jabiru mycteria) y playeritos rabadilla blanca (Calidris fuscicollis).
 
En el área de la reserva existen unas treinta especies de aves de interés, algunas de ellas vulnerables o con algún grado de amenaza. Entre ellas se puede mencionar el jote cabeza negra (Coragyps atratus), el aguilucho colorado (Buteogallus meridionalis), varios carpinteros, entre ellos el carpintero lomo blanco (Campephilus leucopogon), el piojito silbón (Camptostoma obsoletum), el crestudo (Coryphistera alaudina), el picaflor bronceado (Hylocharis chrysura), el sirirí vientre negro (Dendrocygna autumnalis), el urutaú común (Nyctibius griseus), el suirirí real (Tyrannus melancholicus) y el curutié colorado (Certhiaxis cinnamomeus) entre otras.
En el área de la reserva se han detectado reptiles como el yacaré overo (Caiman latirostris) y la iguana overa (Tupinambis teguixin) y algunos mamíferos esquivos como el puma (Puma concolor), el gato montés (Oncifelis geoffroyi), el gato moro (Herpailurus yaguarondi) y el zorro de monte (Cerdocyon thous).